# IC 890
IC 890 је спирална галаксија у сазвјежђу Дјевица која се налази на листи објеката дубоког неба у Индекс каталогу.
Деклинација објекта је - 16° 5' 31" а ректасцензија 13h 28m 25,4s. Привидна величина (магнитуда) објекта IC 890 износи 14,7 а фотографска магнитуда 15,5.